# Predsednik Kameruna
Predsednik Kameruna je absolutni vodja države in vodja vlade Kameruna, prav tako je vrhovni poveljnik kamerunskih oboroženih sil. Državno oblast izvajata predsednik in parlament. Trenutni predsednik je Paul Bija, ki funkcijo opravlja od leta 1982, zaradi česar je eden od afriških predsednikov z najdaljšim mandatom. Bija je tekom mandata imenoval in razrešil številne člane kabineta, pridržal kamerunske državljane, ker so se izrekli proti njegovemu vodstvu in ekstravagantnemu načinu življenja.

## Zgodovina
Urad predsednika Kameruna je bil ustanovljen leta 1960 razglašeni neodvisnosti države od Francije. Funkcijo je od 5. maja 1960 do 6. novembra 1982 opravljal Ahmadou Ahidjo, nato pa Paul Biya od 6. novembra 1982.

## Seznam predsednikov Kameruna
| #                          | Portret           | Predsednik                 | Začetek mandata   | Konec mandata     |
| Republika Kamerun          | Republika Kamerun | Republika Kamerun          | Republika Kamerun | Republika Kamerun |
| -------------------------- | ----------------- | -------------------------- | ----------------- | ----------------- |
| 1.                         |                   | Ahmadou Ahidjo (1924–1989) | 5. maj 1960       | 1. oktober 1961   |
| Zvezna republika Kamerun   |                   |                            |                   |                   |
| (1.)                       |                   | Ahmadou Ahidjo (1924–1989) | 1. oktober 1961   | 2. junij 1972     |
| Združena republika Kamerun |                   |                            |                   |                   |
| (1.)                       |                   | Ahmadou Ahidjo (1924–1989) | 2. junij 1972     | 6. november 1982  |
| 2.                         |                   | Paul Biya (1933)           | 6. november 1982  | 4. februar 1984   |
| Republika Kamerun          |                   |                            |                   |                   |
| (2.)                       |                   | Paul Biya (1933)           | 4. februar 1984   |                   |